# R. A. Lafferty
Raphael Aloysius Lafferty (n. 7 noiembrie 1914, Neola⁠(d), Iowa, SUA – d. 18 martie 2002, Broken Arrow⁠(d), Oklahoma, SUA) a fost un scriitor de literatură științifico-fantastică american cunoscut pentru utilizarea sa originală a limbajului, a metaforei și a structurii narative, precum și pentru spiritul său etimologic. A scris, de asemenea, patru romane autobiografice, In a Green Tree (Într-un copac verde); o carte de istorie, The Fall of Rome (Căderea Romei); și mai multe romane de ficțiune istorică.
În martie 2011, în revista Locus a fost anunțat că drepturile de autor pentru 29 de romane și 225 de povestiri ale sale au fost puse în vânzare. Proprietatea literară a fost repede achiziționată de fundația nonprofit a revistei, sub auspiciile lui Neil Gaiman din consiliului de administrație al revistei.

## Biografie
Lafferty s-a născut la 7 noiembrie 1914, în Neola, Iowa, tatăl său a fost Hugh David Lafferty, un broker care se ocupă de contracte de leasing și redevențe de petrol și mama sa a fost Julia Mary Burke, profesoară; el a fost cel mai tânăr dintre cinci frați. Primul său nume, Raphael, a derivat din ziua în care urma să se nască (sărbătoarea Sfântului Rafael). Când avea 4 ani, familia sa s-a mutat la Perry, Oklahoma. A absolvit Cascia Hall  și mai târziu a urmat seralul la Universitatea din Tulsa timp de doi ani, începând din 1933, studiind în cea mai mare parte matematică și germană, dar a plecat înainte de absolvire. Apoi a început să lucreze pentru Clark Electric Co. din Tulsa, Oklahoma, care aparent avea și un ziar, de asemenea; în această perioadă (1939-1942), a participat la Școala Internațională de Corespondență.
R. A. Lafferty a trăit cea mai mare parte a vieții sale în Tulsa, împreună cu sora sa, Anna Lafferty. Lafferty s-a înrolat în armata americană în 1942. După pregătirea sa militară în Texas, Carolina de Nord, Florida și California, el a fost trimis în zona Pacificului de Sud, și a servit în Australia, Noua Guinee, Morotai și Filipine. Când a părăsit armata în 1946, a fost primul sergent care a servit ca sergent de personal și a primit o medalie pentru participarea la Campania din Asia-Pacific. Nu s-a căsătorit niciodată.
Lafferty nu a început să scrie până în anii 1950, dar a scris treizeci și doi de romane și mai mult de două sute de povestiri scurte, cele mai multe dintre ele fiind science fiction. Prima sa poveste publicată a fost "The Wagons" în New Mexico Quarterly Review în 1959. Prima sa poveste science fiction a fost Day of the Glacier" - "Ziua Ghețarului", în The Original Science Fiction Stories din 1960, iar primul său roman publicat a fost Past Master în 1968.
Până în 1971, Lafferty a lucrat ca inginer electric. După aceea, și-a petrecut timpul cu scrisul până în jurul anului 1980, când producția sa a scăzut din cauza unui accident vascular cerebral. El a încetat să scrie în mod regulat în 1984. În 1994, a suferit un accident vascular cerebral și mai grav. A murit la 18 martie 2002, în vârstă de 87 de ani, într-o casă de îngrijire medicală din Broken Arrow, Oklahoma. Lucrările sale colectate, obiectele sale și efemera au fost donate către Biblioteca McFarlin a Universității din Tulsa, Departamentul Colecții Speciale și Arhivele Universității. Alte manuscrise sunt găzduite în departamentul de colecții speciale din cadrul Universității din Iowa.
Înmormântarea lui Lafferty a avut loc la Biserica Catolică a lui Hristos din Tulsa, unde a participat în mod regulat la Liturghia zilnică. El este îngropat în cimitirul catolic St. Rose din Perry.

## Lucrări selectate
Proza ciudată a lui Lafferty s-a inspirat din stilurile tradiționale de povestiri, în mare parte de la irlandezi și de la amerindieni, iar personajele sale exagerate cu personaje shaggy-dog sunt unice în science fiction. Puținele scrieri ale lui Lafferty sunt considerate tipice ale genului. Poveștile sale sunt mai aproape de genul povestiri exagerate decât de science-fiction-ul tradițional și sunt profund influențate de credințele sale catolice; Fourth Mansions, de exemplu, se bazează pe Mansionul interior scris de Teresa de Avila.
Scrierile sale, atât topic cât și stilistic, nu sunt ușor de clasificat. Scenariul este frecvent secundar altor elemente ale scrisului lui Lafferty.
Nu toată lucrarea lui Lafferty a fost science fiction sau de fantezie; romanul său Okla Hannali (1972), publicat de University of Oklahoma Press, prezintă povestea lui Choctaw din Mississippi.
Lucrarea lui Lafferty este reprezentată de Agenția Literară Virginia Kidd care are o arhivă a manuscriselor sale nepublicate. Aceasta include peste o duzină de romane, cum ar fi In The Akrokeraunian Mountains - În Munții Akrokeraunian și Iron Tongue of Midnight - Limba de Fier de la miezul nopții, precum și aproximativ optzeci de povestiri scurte și câteva de eseuri.

### Romane

#### Opera științifico-fantastică
- Past Master, (1968); Nominalizat la premiul Hugo în 1969 și Nebula în 1968
- The Reefs of Earth (1968)
- Space Chantey (1968); repovestire Sf a lucrării Odiseea
- Fourth Mansions (1969); Nominalizat la premiul Nebula, 1970
- The Devil is Dead (1971); Nominalizat la premiul Nebula, 1972 [Al doilea roman cronologic în trilogia The Devil is Dead]
- Arrive at Easterwine: The Autobiography of a Ktistec Machine (1971)
- Not to Mention Camels (1976)
- Archipelago (1979); [Primul roman cronologic în trilogia The Devil is Dead]
- Aurelia (1982); Philip K. Dick Award nominee, 1982
- Annals of Klepsis (1983)
- Serpent's Egg (1987)
- East of Laughter (1988)
- How Many Miles to Babylon? (1989)
- The Elliptical Grave (1989)
- Dotty (1990)
- More Than Melchisedech (1992); [Al treilea roman cronologic în trilogia The Devil is Dead, constă în trei romane]
  - Tales of Chicago - Povestiri din Chicago
  - Tales of Midnight - Povesti de la miezul nopții
  - Argo
- Sindbad: The Thirteenth Voyage - Sindbad: Cea de-a treisprezecea călătorie (1989)

#### Alte romane
- The Flame is Green - Flacăra este verde (1971); [Primul din Cronicile Coscuin - neterminate]
- Okla Hannali (1972)
- Half a Sky (1984) [Al doilea din Cronicile Coscuin - neterminate]

### Colecții
- Nine Hundred Grandmothers (1970) - Nouă sute de bunici
- Strange Doings (1972)
- Does Anyone Else Have Something Further to Add? (1974)
- Funnyfingers & Cabrito (1976)
- Apocalypses (1977)
- Golden Gate and Other Stories (1982)
- Through Elegant Eyes (1983)
- Ringing Changes (1984)
- The Early Lafferty (1988)
- The Back Door of History (1988)
- Strange Skies (1988); poems
- The Early Lafferty II (1990)
- Episodes of the Argo (1990)
- Lafferty in Orbit (1991); Nominalizat la premiul World Fantasy, 1992
- Mischief Malicious (And Murder Most Strange) (1991)
- Iron Tears (1992); Premiul Philip K. Dick, 1992
- The Man Who Made Models - The Collected Short Fiction Volume 1 (2014)
- The Man With the Aura - The Collected Short Fiction Volume 2 (2015)
- The Man Underneath - The Collected Short Fiction Volume 3 (2015)
- The Man With The Speckled Eyes - The Collected Short Fiction Volume 4 (2017)

### Non-ficțiune
- The Fall of Rome (1971); retipărit în 1993 ca Alaric: The Day the World Ended
- It's Down the Slippery Cellar Stairs (1984)
- True Believers (1989)
- Cranky Old Man from Tulsa (1990)

### Povestiri scurte
- "All the People" (Galaxy Science Fiction, aprilie 1961)
- "The Weirdest World" (Galaxy, iunie 1961)
- "Aloys" (Galaxy, august 1961)
- "Rainbird" (Galaxy, decembrie 1961)
- "Dream" (Galaxy, iunie 1962)
- "Sodom and Gomorrah, Texas" (Galaxy, decembrie 1962)
- "What the Name of That Town?" (Galaxy, octombrie 1964)
- "Slow Tuesday Night" (Galaxy, aprilie 1965)
- "Among the Hairy Earthmen" (Galaxy, august 1966)
- "Thus We Frustrate Charlemagne" (Galaxy, februarie 1967)
- „Ținutul cailor măreți”  (Viziuni periculoase,1967)
- "How They Gave It Back" (Galaxy, februarie 1968)
- "McGruder's Marvels" (Galaxy, iulie 1968)
- "The World of Will and Wallpaper", pe baza titlului The World as Will and Representation din The Best Science Fiction of the Year 3.

## Premii și recunoaștere
Lafferty a primit nominalizări la Hugo pentru " Past Master ", "Continued on Next Rock", "Sky" și "Eurema's Dam", ultimul câștigând premiul Hugo pentru cea mai bună poveste scurtă în 1973 (premiu împărțit cu "The Meeting" de Frederik Pohl și C.M. Kornbluth.)
El a primit nominalizări la Premiul Nebula pentru "In Our Block," "Slow Tuesday Night," Past Master, Fourth Mansions, "Continued on Next Rock," "Entire And Perfect Chrysolite" și The Devil is Dead. El nu a primit niciodată un premiu Nebula.
Colectia sa Lafferty in Orbit a fost nominalizată la premiul World Fantasy, iar in 1990, Lafferty a primit un premiu World Fantasy Lifetime Achievement Award. Colecția sa din 1992, Iron Tears, a fost, de asemenea, o finalistă a premiului Philip K. Dick. În 2002, a primit premiul Cordwainer Smith Foundation's Rediscovery.
Departamentul de biblioteci Oklahoma i-a acordat în 1995 premiul Arrell Gibson pentru munca de o viață.
Fourth Mansions a fost numit de David Pringle ca una dintre selecțiile sale pentru Fantezie Modernă: Cele mai bune 100 de romane - Modern Fantasy: The Hundred Best Novels.
A primit Cordwainer Smith Rediscovery Award, postum, în 2002.

### Lucrări disponibile online
- Lucrări de R. A. Lafferty la Proiectul Gutenberg
- Opere de sau despre R. A. Lafferty la Internet Archive
- Lucrări de R. A. Lafferty la LibriVox (cărți audio aflate în domeniul public)
- "Guesting Time" at Baen Books
- Narrow Valley la Wayback Machine (archived 13 d.Hr.)
- Nine Hundred Grandmothers la Wayback Machine (archived 24 d.Hr.)
- The Six Fingers of Time
- Slow Tuesday Night la Wayback Machine (archived 12 d.Hr.)
- The Transcendent Tigers la Wayback Machine (archived 30 d.Hr.)

## Vezi și
- Listă de scriitori de literatură științifico-fantastică
- Listă de autori de povestiri